# Manatee Road
Manatee Road est une census-designated place du comté de Levy, dans l'État de Floride, aux États-Unis. En 2020, elle compte une population de 2 484 habitants.